# 1434 Margot
1434 Margot este un asteroid din centura principală, descoperit pe 19 martie 1936, de Grigori Neuimin.